# Zobeltitz
Zobeltitz ist ein deutscher Familienname.

## Namensträger
- Fedor von Zobeltitz (1857–1934), deutscher Schriftsteller
- Gerda von Zobeltitz (1891–1963), deutsche Damenschneiderin und Transperson
- Hanns von Zobeltitz (1853–1918), deutscher Schriftsteller
- Hans-Caspar von Zobeltitz (1883–1940), deutscher Schriftsteller
- Heinz von Zobeltitz (1890–1936), deutscher Maler
- Louis-Ferdinand von Zobeltitz (* 1945), deutscher evangelischer Theologe